# مجلس الأمن القومي (سوريا)
مجلس الأمن القومي السوري هو مجلس أنشئ بناءاً على قرار رئاسي لرئيس الجمهورية العربية السورية أحمد الشرع. وهو القرار رقم 5 لعام 2025 وصدر بتاريخ 12.03.2025 الموافق ل 12 رمضان 1446.

## تشكيل المجلس
يتم تشكيل المجلس ورئاسته من قبل: رئيس الجمهورية، ويتألف من الأعضاء: 
1. وزير الخارجية
2. وزير الدفاع
3. مدير الاستخيارات العامة
4. وزير الداخلية
5. مقعدان استشاريان، يتم تعيينهما من قبل رئيس الجمهورية وفقاً للكفائة والخبرة
6. مقعد تقني تخصصي، يتم تعيينه من قبل رئيس الجمهورية لمتابعة الشؤون التقنية والعلمية ذات الصلة بمحضر الجلسة

## آلية العمل
- تعقد اجتماعات مجلس الأمن القومي بشكل دوري أو بناءاً على دعوة من رئيس الجمهورية، ويتخذ القرارات المتعلقة بالأمن القومي والتحديات التي تواجه الدولة بالتشاور بين الأعضاء.[3]
- تحدد مهام مجلس الأمن القومي وآلية عمله بتوجيهات من رئيس الجمهورية بما يتماشى مع المصلحة الوطنية العليا، وبما يضمن التنسيق الفعال بين مختلف الأجهزة والمؤسسات.[3]

## انظر أيصا
- مجلس الشعب السوري
- حكومة محمد البشير
- وزارة الخارجية والمغتربين